# Eppa Hunton

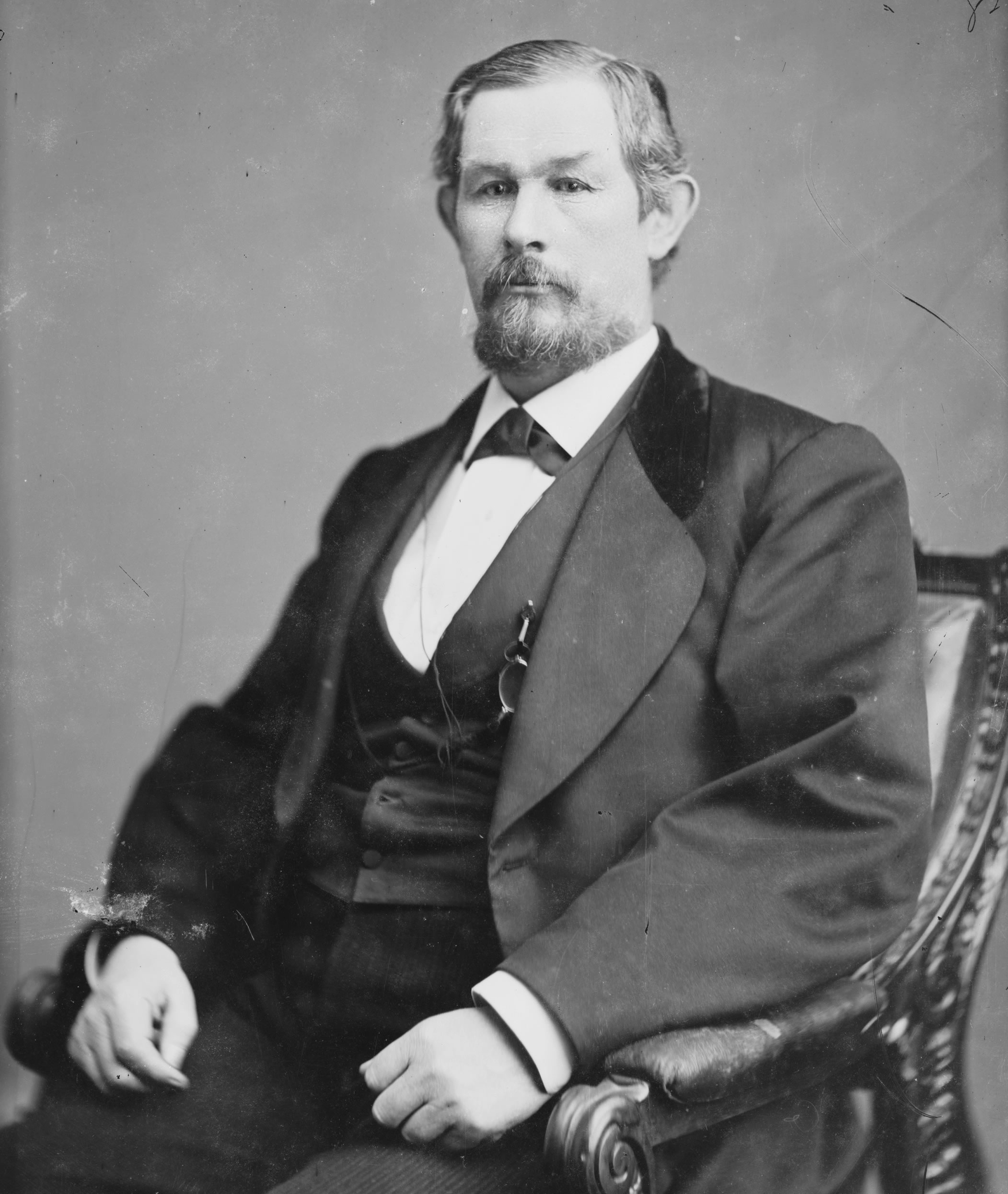
Eppa Hunton

Eppa Hunton (* 22. September 1822 in Warrenton, Virginia; † 11. Oktober 1908 in Richmond, Virginia) war ein US-amerikanischer Politiker (Demokratische Partei). Er vertrat den Bundesstaat Virginia im US-Senat.

## Berufliche Laufbahn
Hunton wurde in der Nähe von Warrenton geboren und besuchte später die New Baltimore Academy, wo er Rechtswissenschaften studierte. Er erhielt im Jahre 1843 die Zulassung als Rechtsanwalt und begann in Brentsville zu arbeiten. Ab 1849 bis 1861 arbeitete er als Staatsanwalt für den Prince William County. 1861 wurde er Mitglied der Virginia convention in Richmond.
Eppa Hunton diente in der Virginia-Miliz zuerst als Oberst und später als General. In der Konföderierten Armee trat er als Oberst des 8. Virginia Infanterie-Regiments auf und wurde nach der Schlacht von Gettysburg zum Brigadegeneral ernannt und leistete bis zum Ende des Amerikanischen Bürgerkriegs seinen Dienst.

## Politische Karriere
Als Mitglied der Demokratischen Partei wurde er in den 43. Kongress gewählt und saß dort vom 4. März 1873 bis zum 3. März 1881 in den folgenden drei Kongressen. In seiner Amtszeit präsidierte er den Ausschuss für Revolutionary Pensions (44. Kongress) und den Ausschuss für den District of Columbia (46. Kongress). Auf eine Wiederwahl im Jahre 1880 verzichtete er. Im Jahre 1877 wurde er in die fünfzehn-köpfige Kommission bestellt, welche über das Ausgehen der Präsidentschaftswahl 1876 zu entscheiden hatten.
Die durch den Tod des Senators John S. Barbour entstandene Vakanz im US-Senat wurde durch Hunton wahrgenommen. Somit vertrat er seinen Staat vom 28. Mai 1892 bis zum 3. März 1895 im Senat. Für eine Wiederwahl im Jahre 1894 stellte er sich jedoch nicht mehr zur Verfügung.
Eppa Hunton starb am 11. Oktober 1908 in Richmond und wurde auf dem Hollywood Cemetery beigesetzt.